# Dysaphis chaerophylli
Dysaphis chaerophylli är en insektsart som först beskrevs av Carl Julius Bernhard Börner 1940.  Dysaphis chaerophylli ingår i släktet Dysaphis och familjen långrörsbladlöss. Arten är reproducerande i Sverige. Inga underarter finns listade i Catalogue of Life.